# Merionoeda mehli
Merionoeda mehli är en skalbaggsart som beskrevs av Yokoi och Tatsuya Niisato 2008. Merionoeda mehli ingår i släktet Merionoeda och familjen långhorningar. Inga underarter finns listade i Catalogue of Life.